# Nie uciekaj
"Nie uciekaj" – utwór pochodzący z albumu Mój dom, zamieszczony został na dziesiątym, przedostatnim miejscu na płycie. Trwa 4 minuty i 35 sekund i jest najdłuższym z utworów znajdujących się na płycie. Jest także jednym z najbardziej dynamicznych utworów zawartych na płycie.
Jest to kolejna piosenka, której tekst adresowany jest do kobiety. Tekst opowiada o tym aby nie uciekać od miłości, która i tak nigdy nie umrze.
Kompozytorem utworu jest gitarzysta Kuba Płucisz oraz perkusista Wojciech Owczarek, natomiast autorem tekstu wokalista Artur Gadowski.
Nie uciekaj jest kolejnym dynamicznym i hardrockowym utworem z albumu Mój dom. 
Utwór ma dość szybkie i ciężkie tempo z melodyjną gitarową solówką w wykonaniu gitarzysty Piotra Łukaszewskiego.
Utwór był grany tylko na trasie promującą płytę w 1992 roku. Nie znalazł się na żadnej płycie koncertowej, oraz w ogóle nie był grany na koncertach akustycznych.
Od momentu reaktywacji grupy pod koniec 2001 roku utwór w ogóle nie jest grany na koncertach zespołu.

## Twórcy
IRA
- Artur Gadowski – śpiew, chór
- Wojtek Owczarek – perkusja
- Piotr Sujka – gitara basowa, chór
- Kuba Płucisz – gitara rytmiczna
- Piotr Łukaszewski – gitara prowadząca

Produkcja
- Nagrywany oraz miksowany: Kwiecień 1991 roku w Studio S-4 w Warszawie
- Producent muzyczny: Leszek Kamiński, IRA
- Realizator nagrań: Leszek Kamiński
- Aranżacja: Kuba Płucisz
- Tekst piosenki: Artur Gadowski
- Sponsor zespołu: Firma Kontakt z Radomia
- Wytwórnia: Kontakt